# Mohammed Tchité
Mohammed Tchité (Buyumbura, Burundi, 31 de enero de 1984) es un exfutbolista burundés que también posee las nacionalidades ruandesa, congoleña y belga. Jugaba de delantero.

## Trayectoria
Tchité comenzó su carrera en el Prince Louis, club de la capital de Burundi.
En 2002 lo abandonó para jugar en el Mukura Victory Sports, de Ruanda, donde fue descubierto por los ojeadores del club belga del Standard Lieja.
En 2003 llegó a Lieja, pero no entró demasiado en las alineaciones del primer equipo. Sin embargo, en 2004 y 2005 jugó mucho más y se convirtió en un habitual del equipo.
Al principio de la temporada 2005-06 pasó a jugar de titular. Su equipo luchó por el campeonato, aunque finalmente lo ganó el Anderlecht. Tchité anotó 16 goles y acabó segundo en la clasificación de goleadores detrás de Tosin Dosunmu, del Germinal Beerschot, que anotó dos más.
En la temporada 2006-07 fue fichado precisamente por el Anderlecht con el que disputó la Liga de Campeones de la UEFA. Ganó la liga con el Anderlecht y marcó 19 goles.
El 19 de junio de 2007, Tchité fue relacionado con el Derby County por la televisión belga, sin embargo el 31 de agosto, el último día de la temporada estival de traspasos, el Racing de Santander anunció la firma de Tchité para substituir a Nikola Žigić por una cantidad aproximada de 7,5 millones de euros, siendo el fichaje más caro de la historia del club cántabro.
El 16 de septiembre de 2007, Tchité debutó como titular en el Racing de Santander ante el Levante UD en la primera división española. El 7 de octubre de 2007, frente al Real Valladolid anotó su primer gol oficial en la Primera División de España. Anteriormente había marcado su primer gol, de falta directa, en un amistoso entre el Racing y el CD Cayón al "Dibu" Liaño.
En agosto de 2008 obtuvo la nacionalidad belga, por lo tanto dejó de ocupar plaza de extracomunitario.
Después de 6 meses sin marcar, en la temporada 2008/09 se destapó como goleador, el 1 de noviembre de 2008 consiguió su primera tripleta en la Primera división española en el partido frente al Valencia CF en Mestalla y encadenó cinco partidos seguidos marcando, aunque en dos de ellos oficialmente no se le otorgaron los goles como suyos y se los apuntaron a los defensas como gol en propia puerta.

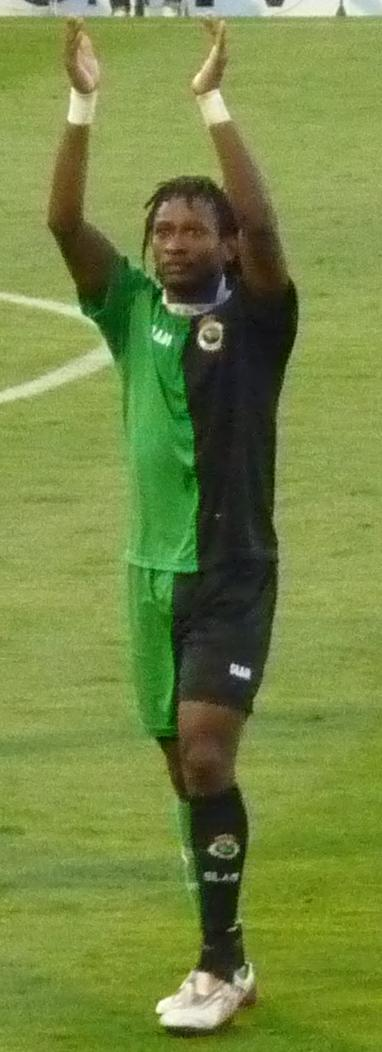
Con el Racing de Santander en 2009

La temporada 2009/2010 fue la mejor para él desde que llegó al Racing, llegando a anotar 11 goles que dieron la salvación en su equipo, ya que estuvo muy activo en las últimas jornadas del campeonato. El 31 de agosto de 2010 Tchité ficha por el Standard Lieja belga.
El 21 de junio de 2012 Mohammed Tchité ficha por el Club Brujas y se convierte en el primer jugador que milite en los tres grandes del fútbol belga.

## Selección nacional
Tchité nunca ha jugado con la selección nacional absoluta de ningún país, pese ha que ha sido internacional con la Selección de fútbol de Burundi en categoría sub-20 y en 2002, cuando fichó para el Mukura Victory Sports, optó por ser convocado para la selección ruandesa. Por este motivo, y pese haber sido convocado para formar parte de la Selección de fútbol de Bélgica para los partidos de clasificación para la Copa Mundial de Fútbol de 2010, la FIFA le prohibió su participación, ya que un jugador no puede cambiar dos veces de combinado nacional. Por lo tanto, él sólo puede representar a Burundi o a Ruanda, pero a su vez no quiere jugar con ninguno de los mencionados seleccionados.

## Estadísticas
- Actualizado el 19 de agosto de 2015.

| Temporada | Equipo                | Liga | Liga | Copa | Copa | Supercopa | Supercopa | Europa | Europa | Selección | Selección | Total | Total |
| Temporada | Equipo                | P    | G    | P    | G    | P         | G         | P      | G      | P         | G         | P     | G     |
| --------- | --------------------- | ---- | ---- | ---- | ---- | --------- | --------- | ------ | ------ | --------- | --------- | ----- | ----- |
| 1999/00   | Prince Louis          | -    | -    | -    | -    | -         | -         | -      | -      | -         | -         | -     | -     |
| 2000/01   | Prince Louis          | -    | -    | -    | -    | -         | -         | -      | -      | -         | -         | -     | -     |
| 2001/02   | Prince Louis          | -    | -    | -    | -    | -         | -         | -      | -      | -         | -         | -     | -     |
| 2002/03   | Mukura Victory Sports | -    | -    | -    | -    | -         | -         | -      | -      | -         | -         | -     | -     |
| 2002/03   | Standard Lieja        | 1    | 0    | -    | -    | -         | -         | -      | -      | -         | -         | 1     | 0     |
| 2003/04   | Standard Lieja        | 2    | 0    | -    | -    | -         | -         | -      | -      | -         | -         | 2     | 0     |
| 2004/05   | Standard Lieja        | 22   | 5    | -    | -    | -         | -         | -      | -      | -         | -         | 22    | 5     |
| 2005/06   | Standard Lieja        | 33   | 16   | 3    | 3    | -         | -         | -      | -      | -         | -         | 36    | 19    |
| 2006/07   | Anderlecht            | 29   | 20   | -    | -    | -         | -         | 6      | 0      | -         | -         | 35    | 20    |
| 2007/08   | Racing de Santander   | 33   | 8    | 5    | 3    | -         | -         | -      | -      | -         | -         | 38    | 11    |
| 2008/09   | Racing de Santander   | 25   | 7    | 1    | 1    | -         | -         | 3      | 1      | -         | -         | 29    | 9     |
| 2009/10   | Racing de Santander   | 32   | 11   | 5    | 3    | -         | -         | -      | -      | -         | -         | 37    | 14    |
| 2010/11   | Racing de Santander   | 1    | 0    | 0    | 0    | -         | -         | -      | -      | -         | -         | 1     | 0     |
| 2010/11   | Standard Lieja        | 27   | 12   | 6    | 5    | -         | -         | -      | -      | -         | -         | 33    | 17    |
| 2011/12   | Standard Lieja        | 25   | 11   | 1    | 3    | 1         | 0         | 11     | 4      | -         | -         | 38    | 18    |
| 2012/13   | Club Brujas           | 21   | 5    | 1    | 0    | -         | -         | 7      | 1      | -         | -         | 29    | 6     |
| 2013/14   | Club Brujas           | 4    | 0    | -    | -    | -         | -         | -      | -      | -         | -         | 4     | 0     |
| 2014/15   | Petrolul Ploieşti     | 11   | 0    | 0    | 0    | -         | -         | 0      | 0      | -         | -         | 11    | 0     |
| 2015/16   | Sint-Truidense        | 12   | 1    | 1    | 0    | -         | -         | -      | -      | -         | -         | 13    | 1     |
| 2016/17   | White Star Bruxelles  | 17   | 2    | -    | -    | -         | -         | -      | -      | -         | -         | 17    | 2     |
| 2018/19   | RRC Hamoir            | 13   | 4    | -    | -    | -         | -         | -      | -      | -         | -         | 13    | 4     |
| 2019/20   | RFC Fleron            |      |      |      |      |           |           |        |        |           |           |       |       |
| 2020/21   | RCS Verviétois        |      |      |      |      |           |           |        |        |           |           |       |       |
| 2021/22   | RCS Verviétois        |      |      |      |      |           |           |        |        |           |           |       |       |